# Francis Bull

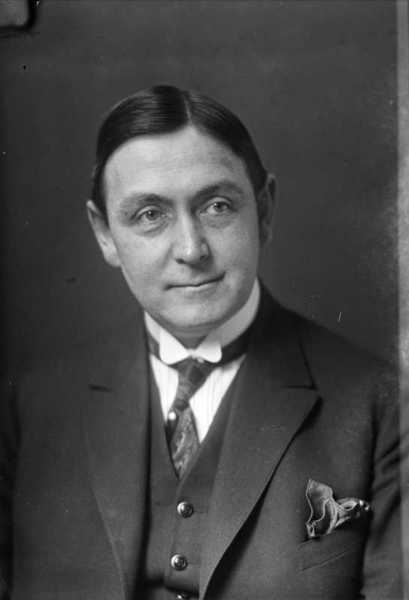
Francis Bull, 1925

Francis Bull (* 4. Oktober 1887 in Christiania; † 4. Juli 1974 in Hørsholm, Dänemark) war ein norwegischer Literaturhistoriker und Professor an der Universität Oslo.

## Leben
Bull war der Sohn von Edvard Isak Hambro Bull und dessen Frau Ida Marie Sofie Paludan. Sein Bruder war Edvard Bull der Ältere, der 1928 norwegischer Außenminister wurde. Seine Familie war wohlhabend und gebildet. Sein Vater war auch als Theaterarzt tätig, wodurch auch Francis Bull regelmäßig ins Theater ging. Nach seinem Schulabschluss 1905 studierte er in Oslo Literaturgeschichte, hauptsächlich bei Gerhard Gran. 1916 erlangte er den Doktorgrad mit seiner Arbeit Fra Holberg til Nordahl Brun.
1920 wurde Francis Bull als Nachfolger Grans zum Professor für nordische Literaturen an der Universität Oslo ernannt. Im selben Jahr wurde er Mitglied der Norwegischen Akademie der Wissenschaften. 1926 heiratete Francis Bull Ingrid Berntsen (1896–1957).
1941 wurde Bull verhaftet und war bis 1944 im Konzentrationslager Grini inhaftiert. Dort hielt er seinen Mitgefangenen Vorlesungen, von denen dreizehn später in dem Buch Tretten taler på Grini veröffentlicht wurden.
Nach Kriegsende kehrte Bull nach Oslo an seinen Lehrstuhl zurück. 1953 war er einer der Gründer von Det norske språk- og litteraturselskap (Norwegische Sprach- und Literaturgesellschaft) und bis 1964 deren erster Vorsitzender. 1957 wurde Bull emeritiert.
1946 ernannte die Universität Aarhus Bull zum Ehrendoktor. 1957 wurde ihm das Kommandeurskreuz mit Stern, die zweithöchste Stufe des Sankt-Olav-Ordens verliehen.

## Wirken
Bull verfasste zusammen mit Johan Fredrik Paasche die fünfbändige Norsk litteraturhistorie und war Mitautor der Enzyklopädie Norsk biografisk leksikon, die von seinem Bruder Edvard gemeinsam mit Gerhard Gran herausgegeben wurde. Bull war außerdem einer der Gründer der Norwegischen Akademie.